# Classe S (cultura)
Classe S (クラスS, Kurasu Esu), ou S kankei, abreviado tanto como S quanto Esu (エス), é um termo wasei-eigo japonês do início do século XX utilizado para referir a amizade romântica entre garotas. O termo também é utilizado para designar um gênero ficção feminina (少女小説, shōjo shōsetsu) que conta histórias sobre o mesmo tema, geralmente focado em relacionamentos entre senpai e kōhai onde uma garota é a veterana em relação à outra. O "S" é uma abreviação que pode significar "sister" (irmã), "shōjo" (少女, lit.  "jovem garota"), "sex" (sexo), "schön" (alemão: belo), e "escape".

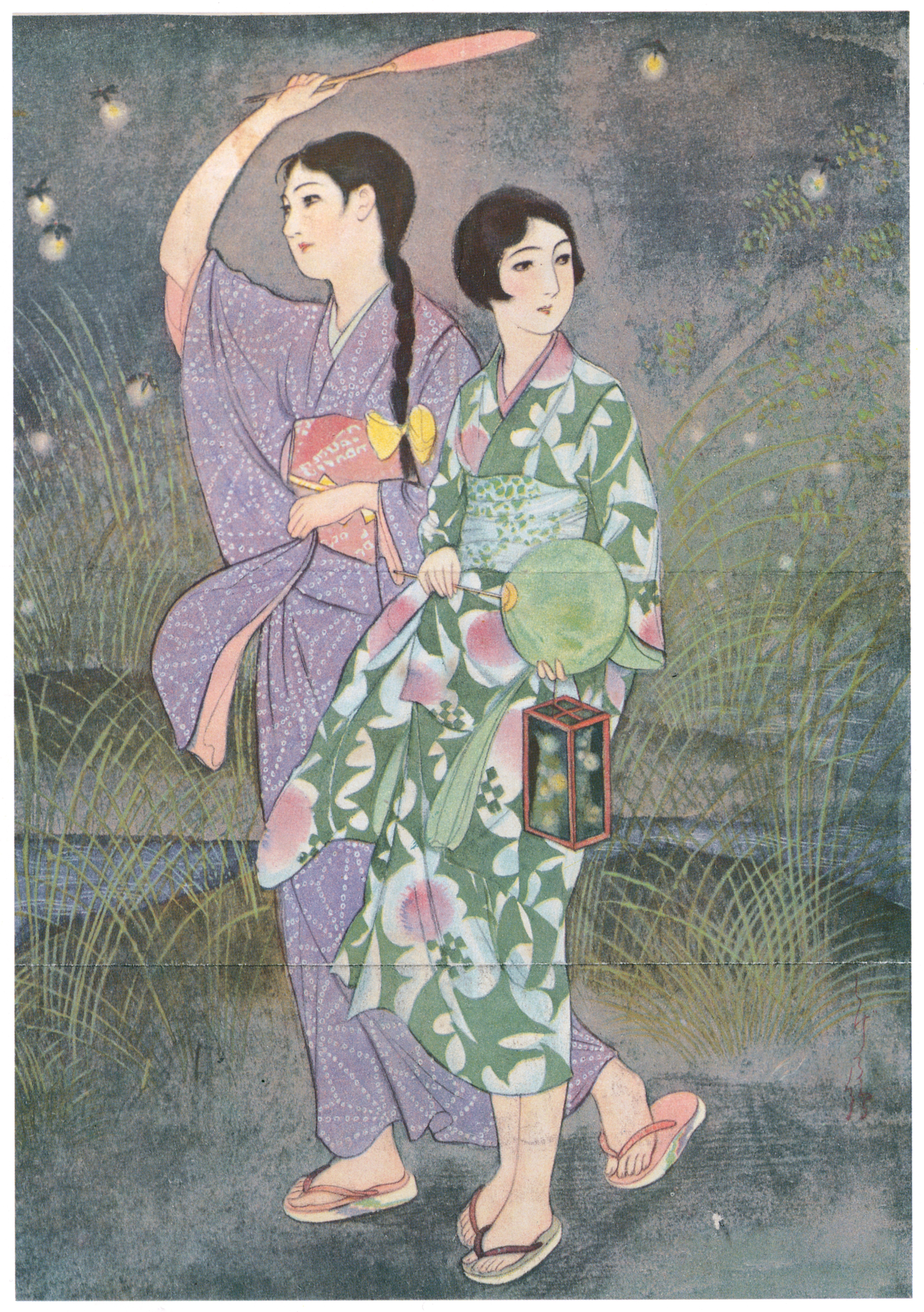
, ilustração de ja, 1926

Embora a Classe S possa ser amplamente descrita como uma forma de amor entre garotas, ela é diferente de um relacionamento romântico ou ficção romântica, por ser usada especificamente para descrever relacionamentos platônicos baseados em fortes laços emocionais e amizade muito próxima, em vez de sexo ou atração sexual.

## História

### Origens
Os romances ocidentais Mulherzinhas e A Little Princess foram traduzidos para o japonês em 1906 e 1910, respectivamente, para educar as garotas a se tornarem "boas esposas, mães sábias". Essas obras também ajudaram a introduzir os conceitos de laotong, irmandade, sentimentalismo e romance para o público feminino jovem no Japão, com Jo de Mulherzinhas em particular se tornando um exemplo proeminente de uma personagem moleca.
A Classe S também foi influenciada pela Takarazuka Revue, uma trupe de teatro exclusivamente feminina fundada em 1914. A revista apresentava atrizes interpretando papéis masculinos chamados otokoyaku (男役, lit.  "papel masculino") que faziam romances com personagens femininas. Nessa época, o termo dōseiai (同性愛, "amor entre pessoas do mesmo sexo") foi cunhado para descrever relacionamentos butch e femme, bem como relacionamentos entre duas femmes, com as femmes sendo chamadas de ome. Foi sugerido na mídia popular da época das otokoyaku da Takarazuka fez com que mulheres em relacionamentos da Classe S se tornassem homossexuais e persistissem em relacionamentos homossexuais muito depois do aceitável. Jennifer Robertson argumenta que "muitas mulheres são atraídas pelas otokoyaku da Takarazuka porque ela representa uma mulher exemplar que pode negociar com sucesso ambos os gêneros e seus papéis e domínios correspondentes".
A rápida criação de escolas femininas durante este período também é considerada como tendo contribuído para a Classe S: em 1913, havia 213 escolas desse tipo.

### Declínio e renascimento
Em 1936, a literatura da Classe S foi proibida pelo governo japonês. A proibição foi suspensa após a Segunda Guerra Mundial, junto a restrições à representação de romance entre homens e mulheres em revistas femininas. Isto, combinado com o encerramento de escolas femininas em favor de escolas mistas e a integração do movimento do amor livre, levou a Classe S ao declínio como gênero literário e como fenômeno social.
A literatura da Classe S experimentou um renascimento de popularidade no final da década de 1990. A série de light novels yuri de 1998 Maria-sama ga Miteru é creditada por reviver o gênero Classe S e é considerada um equivalente moderno de Hana Monogatari de Nobuko Yoshiya.

## Influência e legado

### Como fenômeno social
Um artigo de 1911 no Fujin Kōron afirmou que entre sete e oito mulheres em cada dez haviam vivido relacionamentos do tipo Classe S.
Os relacionamentos da Classe S eram normalmente considerados como não sendo uma expressão genuína de atração pelo mesmo sexo. Enquanto essas relações permaneceram confinadas à adolescência, foram consideradas normais, até mesmo como relações espirituais. Esta atitude mais tarde informaria as perspectivas contemporâneas sobre o lesbianismo no Japão: uma tolerância em relação à intimidade não sexual entre garotas e a crença generalizada de que a homossexualidade feminina é uma "fase".

### Como gênero literário
A Classe S teve um impacto significativo na tradição literária japonesa de retratar a amizade entre garotas, bem como no desenvolvimento da literatura lésbica japonesa e do gênero yuri de anime e mangá.

## Figuras notáveis
Nobuko Yoshiya, uma romancista lésbica japonesa ativa no movimento feminista Seitō, é considerada uma pioneira da literatura da Classe S.